# 青背竹筴魚
青背竹筴魚（学名：Trachurus declivis），為輻鰭魚綱鱸形目鱸亞目鰺科竹筴魚屬下的一個種，為溫帶海水魚，分布於西南太平洋澳洲新南威爾斯至西澳大利亞及紐西蘭海域，深度27-460公尺，體呈長橢圓形且側扁，背鰭2個，尾鰭叉形，體背部青色，腹部銀白色，側線明顯，具有71-89個盾鱗，背鰭硬棘9枚、背鰭軟條29-35枚、臀鰭硬棘3枚、臀鰭軟條24-29枚、脊椎骨24個，體長可達64公分。成魚主要棲息在大陸棚底層水域，稚魚會出現在河口，成群活動，屬肉食性，以浮游生物、甲殼類及其他魚類為食，為高經濟價值的食用魚，亦可做為遊釣魚。